# Anlegestellen in der Gemeinde Wendeburg
Die Anlegestellen in der Gemeinde Wendeburg umfassen zwei Liegestellen und einen Yachthafen auf dem Gebiet der Gemeinde Wendeburg, Niedersachsen.

## Geographie
- Karte mit allen Koordinaten:
- OSM |
- WikiMap

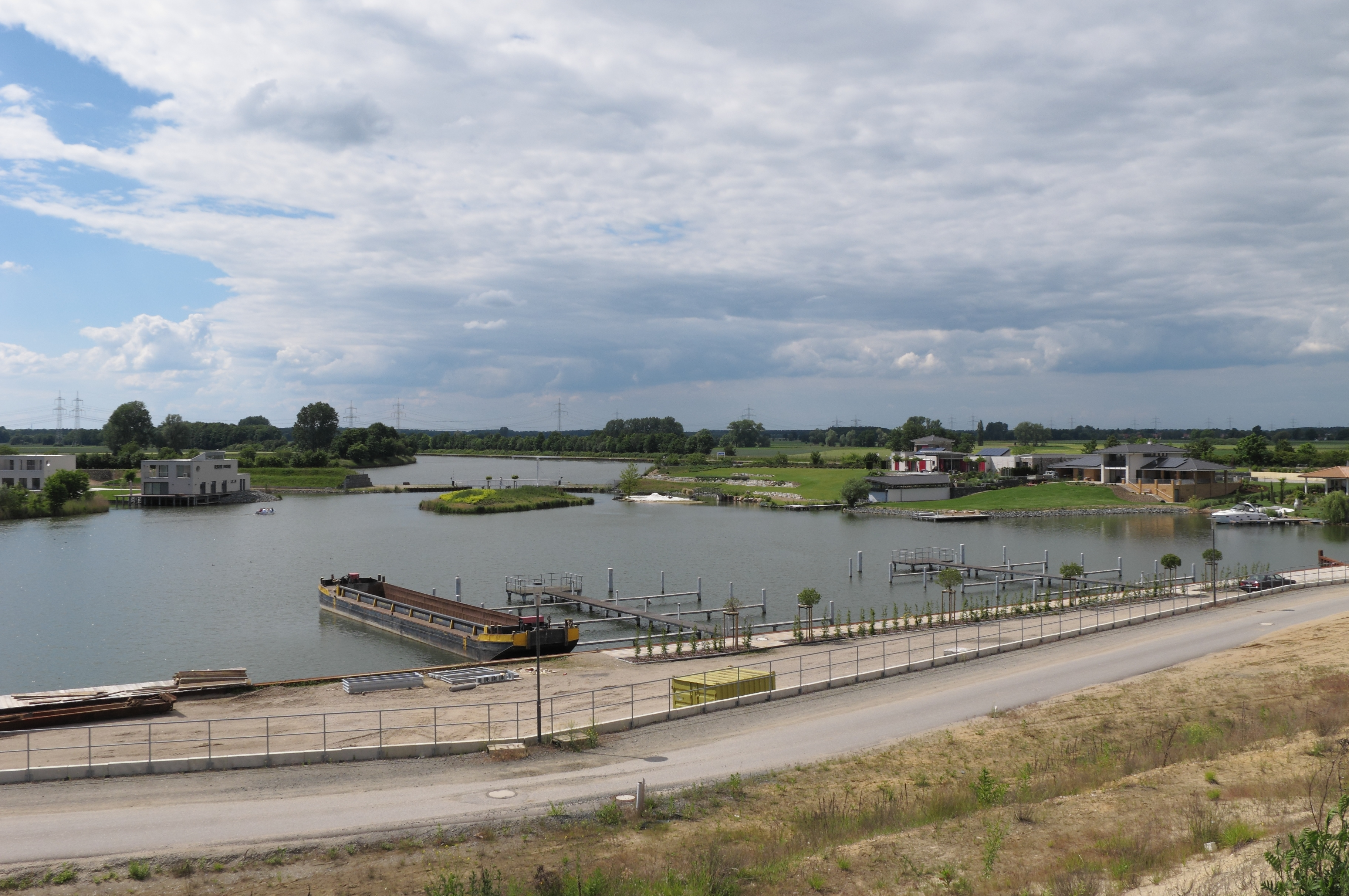
Marina Bortfeld (2012), Blick von Südost, im Hintergrund die Liegestelle Bortfeld

Die Anlegestellen in der Gemeinde Wendeburg liegen an drei voneinander räumlich getrennten Standorten. Diese befinden sich südlich und westlich des Ortskerns an der Bundeswasserstraße Mittellandkanal auf einer Höhe von 65 m ü. NN, der Scheitelhaltung des Kanals. Bei km 213,4 zweigt vom Mittellandkanal nach Süden hin der Stichkanal Salzgitter ab. 1,5 km westlich des Abzweiges unterquert die Aue in einem 90 m langen Düker den Mittellandkanal.
| Lage: Gewässer – km | Bezeichnung              | Kailänge           | Ausstattung |
| ------------------- | ------------------------ | ------------------ | --- |
| MLK 210,8 Nord      | Liegestelle Sophiental ⊙ | 60 m, gespundet    | Anlegestelle für die Ausflugs- und Freizeitschifffahrt                                                                                        |
| MLK 212,9 Nord      | Liegestelle Bortfeld ⊙   | 1.200 m, gespundet | Poller, Liegeplätze für die Berufsschifffahrt, Wendebucht für Schubverbände bis zu 185 m Länge, Liegestelle und Slipstelle für Kleinfahrzeuge |
| MLK 213,5 Süd       | Marina Bortfeld ⊙        | 80 m, Kaimauer     | 25 Wasserliegeplätze, 2 Steganlagen, Slipanlage, Wasser, Strom, Sanitär, Gastronomie, ÖPNV                                                    |

## Geschichte
Als der Bau des Mittellandkanals in den Jahren 1927 bis 1930 Wendeburg erreicht hatte, gab es dort zunächst keinen eigenen Hafen. Am 29. März 1931 ging erstmals nahe bei Sophiental ein Frachter vor Anker, um nicht mehr benötigtes Baumaterial zu laden, das in Amsterdam gelöscht werden sollte. Nachdem weitere Teilabschnitte des Kanals fertiggestellt waren, begann der Schifffahrtsbetrieb bis Braunschweig am 18. Oktober 1933. Die offizielle Einweihungsfeier des Braunschweiger Hafens fand aber erst am 13. Mai 1934 statt. Er war für viele Jahre der östliche Endpunkt des Mittellandkanals.
Seitdem sich bei Sophiental direkt am Mittellandkanal 1933 eine Gastwirtschaft etabliert hatte, wurde dort ein Schiffsanleger für die Ausflugs- und Freizeitschifffahrt errichtet. Bis 2002 wurde Sophiental vom Hafen Braunschweig aus fahrplanmäßig zweimal wöchentlich mit dem MS Brunswik angefahren. Davor fuhr das Fahrgastschiff MS Weserstolz auf dieser Strecke.
Unmittelbar daneben entstand ab 1964 das Vereinsgelände des Braunschweiger Motorboot Clubs mit Bootsanlegestelle, Slipanlage und einem 1,6-Tonnen-Kran als ortsfestes Portal mit Einschienen-Laufkatze. Der Motorbootclub zog Anfang der 1970er Jahre nach Watenbüttel in einen eigenen Hafen um. Dabei wurde auch der Kran an den neuen Standort umgesetzt. Er leistet heute noch in der Marina Watenbüttel gute Dienste.
Die Liegestelle Bortfeld gegenüber der Abzweigung des Stichkanals nach Salzgitter wurde bereits bei dessen Bau angelegt. Die damals noch antriebslosen Lastkähne wurden hier für den Weitertransport mit den staatlichen Monopolschleppern durch Abhängen und „Aufpacken“ zu Schleppzügen neu geordnet. Heute finden an dieser Liegestelle bis zu zehn Großmotorgüterschiffe gleichzeitig einen Liegeplatz, jedoch ermangelt es an belastbaren Zufahrten und es bestehen keine Ver- oder Entsorgungsmöglichkeiten. In den 1960er Jahren wurde am Südufer, zwischen dem Stichkanal Salzgitter und der Straßenbrücke für die L475, gelegentlich Kies für West-Berlin verladen. Die großzügige Dimensionierung der Abzweigstelle ermöglicht es, auch Schubverbänden bis zu 185 m Länge zu wenden, ohne dass die Leichter abgekoppelt werden müssen.
Nachdem die Kiesgrube aufgelassen war, entstand dort in den späten 2000er Jahren die Marina Bortfeld, die 2014 eröffnet wurde. Der Yachthafen verfügt über eine eigene Slipanlage, Bootsstege und alle üblichen Ver- und Entsorgungsmöglichkeiten für Kleinfahrzeuge. Kleinere Schiffe bis 5 m Breite und 2 m Tiefgang können, nach Voranmeldung, ebenfalls einlaufen. Des Weiteren entstanden nach und nach mehrere Dutzend Anlegestellen, die sich in Privatbesitz befinden. In der Nähe gibt es Einkaufsmöglichkeiten und Gastronomie.

## Gewerbe und Infrastruktur
Die Anlegestellen in der Gemeinde Wendeburg bieten keine regelmäßigen Umschlagsmöglichkeiten und dienen der Ausflugs- und Freizeitschifffahrt sowie der Berufsschifffahrt als Warte- und Liegemöglichkeiten.

## Verkehr
Die Liegestellen Sophiental und Bortfeld können nur über unbefestigte Betriebswege angefahren werden. Die Marina Bortfeld ist über eine Gemeindestraße an die Landesstraße L 475 angebunden. Bushalte bestehen an der Liegestelle Sophiental in 500 m Entfernung. Die Marina Bortfeld wird unweit des Kais bedient.